# Leo William Cushley
Leo William Cushley (Airdrie, 18 de junho de 1961) é o arcebispo católico de Santo André e Edimburgo, na Escócia. Ele já serviu como chefe da seção de língua inglesa da Secretaria de Estado do Vaticano.

## Início da vida
Leo Cushley nasceu em 18 de junho de 1961  no Hospital Wester Moffat, Airdrie, North Lanarkshire ,  o primeiro filho de Bill e Eileen Cushley; ele tem um irmão mais novo, Kenneth, e uma irmã mais nova, Carey. 
Ele frequentou a Escola Primária de Todos os Santos, Coatdyke (1966-1967), antes de terminar sua educação primária na Escola Primária de São João Batista, Uddingston (1967-1973). Ele passou a freqüentar a Escola Secundária Holy Cross, Hamilton (1973-1975), e St Mary's College, em Blairs , Aberdeen (1975-1979).

## Formação, estudos e sacerdócio
Cushley começou a estudar para o sacerdócio no St. Mary's College, em Blairs , Aberdeen. De 1980 a 1985, estudou filosofia e teologia na Pontifícia Universidade Gregoriana. Foi ordenado sacerdote para a Diocese de Motherwell em 7 de julho de 1985 na Igreja de São João Batista, em Uddingston , pelo bispo Joseph Devine . De 1979 a 1987, frequentou o Pontifical Scots College, em Roma. Ele continuou seus estudos em Roma, sendo concedida uma licença em Sagrada Liturgia (SLL) no Pontifício Instituto Litúrgico em 1987. 
Ele retornou à Diocese de Motherwell naquele ano como padre assistente na Igreja da Catedral de Nossa Senhora da Boa Ajuda, onde permaneceu até ser nomeado curador na Paróquia de St Serf, Airdrie e, ao mesmo tempo, capelão da High School de St Margaret em 1988. lá permaneceu até 1992, quando foi enviado para a Paróquia de St Aidan, Wishaw, além de servir como capelão da Escola Secundária de St Aidan, Wishaw e capelão da Escola Secundária de Nossa Senhora, Motherwell. 

### Carreira Diplomática
Em 1994, Cushley foi convocado à Pontifícia Academia Eclesiástica , estudando diplomacia ao mesmo tempo que estudava para um doutorado em direito canônico (JCD) na Pontifícia Universidade Gregoriana, que obteve em 1997. Entrou formalmente no Serviço Diplomático da Santa Sé. em 1 de julho de 1997.  Cushley serviu nas nunciaturas do Egito, Burundi, Portugal e as Nações Unidas em Nova York e na África do Sul. 
De 2009 a 2013, Cushley foi chefe da seção de língua inglesa da Secretaria de Estado do Vaticano.  Naquela condição, ele foi responsável por acompanhar o papa durante todas as suas visitas aos países de língua inglesa, como as visitas de Bento XVI a Malta, Chipre e Reino Unido em 2010.  Em 2012, ele assumiu um papel adicional no Vaticano, quando ele foi nomeado para a posição cerimonial de "prelado da anticâmara", com deveres que incluem assistência quando o papa recebe visitas de dignitários proeminentes, como chefes de Estado. 

## Nomeação episcopal
Em 24 de julho de 2013 Cushley foi nomeado como o arcebispo de St. Andrews e Edimburgo, menos de um ano após o Cardeal O'Brien renunciou por má conduta sexual.  Na nomeação, Cushley declarou:
O que quer que aconteça, porém, é minha sincera esperança e minha intenção de fazer o que for preciso, sempre na verdade, mas também com caridade, com vistas à reconciliação e à cura dos católicos em Edimburgo, que tenho certeza de que foram chateado e consternado por esses eventos . }}
Cushley foi consagrada e instalada em 21 de setembro,  a Festa de São Mateus , onde os principais consagradores foram o cardeal James Michael Harvey da Basílica de São Paulo Fora dos Muros; o núncio papal, Antonio Mennini; e o arcebispo Philip Tartaglia de Glasgow.
O assistente de Cushley respondeu a uma vítima de abuso sexual infantil: "Enquanto o arcebispo simpatiza com sua situação, ele lamenta não poder ajudá-lo". 
Sob orientação da Congregação para a Doutrina da Fé do Vaticano, Cushley proibiu a teóloga Tina Beattie de discursar para um grupo católico leigo, a Newman Society, dizendo que "Beattie era conhecida por questionar os ensinamentos da Igreja". 
Na Quaresma de 2015, Cushley expôs sua visão para o futuro da Arquidiocese em uma carta pastoral intitulada "Encontramos o Messias". O objetivo declarado do documento era "responder à missão confiada a ele [Cushley] pelo Papa Francisco: levar a alegria do Evangelho à sociedade contemporânea".
Após a publicação da carta, Cushley embarcou em 32 reuniões públicas em toda a Arquidiocese para discutir suas idéias, que incluem a possibilidade de criar unidades paroquiais maiores por meio de fusões ou fechamentos. 
Cushley planejava reiniciar um escritório dormente lidando com pessoas pobres e marginalizadas. Ele observou que Francisco quer mais feito para as pessoas pobres. Cushley queria descobrir rapidamente o que a arquidiocese faz para pessoas carentes, desempregados, viciados em drogas e outros que são tradicionalmente ajudados. Cushley queria ver se as melhorias eram possíveis. 
Em fevereiro de 2015, Cushley foi atacado em um artigo publicado no jornal Observer, que observou que a Igreja Católica na Escócia não havia se unido corporativamente à Mutual Credit Union, uma nova cooperativa de crédito co-fundada por outras denominações cristãs escocesas. Também convocou Cushley a vender sua residência oficial, St. Benet's, para fornecer fundos para os pobres. 

## Keith O'Brien
Keith O'Brien deixou o cargo de arcebispo depois de três padres e um ex-padre acusou-o de contato sexual predatório e indesejado na década de 1980.  Em setembro de 2013, "Cushley ... sugeriu que O'Brien não teria permissão para retornar à Escócia e provavelmente passaria seus anos restantes no exílio". de acordo com o escocês. Em contraste, a BBC alegou que "Cushley admitiu que não era impossível" que o cardeal retornaria um dia. Mas deixou claro que não acreditava que essa possibilidade fosse provável ou desejável ".  Cushley também disse que não acredita que uma investigação independente sobre O'Brien seja necessária. 
Falando sobre a situação com O'Brien, Cushley negou que a igreja estivesse no ponto mais baixo da igreja e tivesse sofrido um ataque.   Cushley disse que o povo da arquidiocese queria deixar o assunto para trás.  Ele também disse: "O comportamento do Cardeal O'Brien afligiu muitos católicos fiéis e desmoralizados e tornou a igreja menos crível para aqueles que não são católicos". mas pediu perdão. 